# Sorø Amt
Sorø Amt blev dannet ved en sammenlægning af først Ringsted Amt og Sorø Amt i 1748 der så blev sammenlagt med Korsør Amt (bestod af Slagelse Herred) og
Antvorskov Amt (der bestod af Vester- og Øster Flakkebjerg Herreder) i 1798. For amtet før 1793, se Sorø Amt (1662-1793).
I det danske nummerpladesystem havde Sorø Amt bogstavet E fra 1903 til 1958, og da systemet i dette år blev omlagt, fik Slagelse EA, Høng ED, Skælskør EK, Korsør EN, Ringsted ES og Sorø EX. Høng lå egentlig i Holbæk Amt, men da byen og området hørte til Slagelse Politikreds, blev registreringsområdet medregnet til Sorø Amt.
Amtet blev i 1970 lagt sammen med Holbæk Amt til Vestsjællands Amt

## Amtmænd
- 1798 – 1827: Poul Christian von Stemann
- 1847 – 1848: Frederik Marcus Knuth
- 1848 – 1871: Torkil Abraham Hoppe
- 1871 – 1902: Emil Vedel